# Karel Louis Joseph Wouters
Karel Louis Joseph Wouters (Geleen, 5 april 1895 – Rijswijk, 4 januari 1963) was een Nederlands politicus van de KVP.
Hij werd geboren als zoon van Jan Frederik Wouters en Maria Elisabeth Weeda. Na zijn opleiding aan de Koninklijke Militaire Academie in Breda was hij tweede luitenant bij het regiment Grenadiers. In 1926 werd Wouters benoemd tot burgemeester van Vinkeveen en Waverveen en een jaar later trouwde hij met een dochter van de minister van Oorlog J.M.J.H. Lambooij. In 1931 volgde zijn benoeming tot burgemeester van Dongen en vanaf november 1940 was hij de burgemeester van Valkenswaard. Hij is ondergedoken geweest en kwam daar na de bevrijding terug als burgemeester. Van 1946 tot zijn pensionering in 1960 was Wouters de burgemeester van Monster. Hij overleed in 1963 op 67-jarige leeftijd.
Zijn broer G.J.J. Wouters was burgemeester en later gouverneur van het Gebiedsdeel Curaçao (Nederlandse Antillen). Zijn zwagers R.J.J. Lambooij en W.H.J.M. Lambooij waren eveneens burgemeester.